# Дионисий (митрополит Киевский)
Митрополит Дионисий (в миру Давид; ок. 1300 — 15 октября 1385, Киев) — митрополит Киевский и всея Руси в 1383—1385 годах, епископ Суздальский и Нижегородский с 1374 года, православный святой.

## Биография
Родился около 1300 года в Киевских пределах. Кто были его родители и где они жили — неизвестно.
Пострижен в монашество и рукоположён во иеромонаха в Киево-Печерском монастыре. Затем покинул монастырь и ушёл на Волгу, где поселился один в пещере, ископанной им самим на берегу реки недалеко от Нижнего Новгорода. В 1330 году на этом месте Дионисием была основана Печерская обитель с храмом во имя Вознесения Господня, где он был игуменом, а затем архимандритом. Эта обитель сделалась «училищем христианской веры и благочестия». В ней насчитывалось до 900 иноков.
В 1374 году святителем Алексием, митрополитом Московским, Дионисий за добродетельную жизнь и образованность был хиротонисан во епископа Суздальского и Нижегородского.

### Борьба за митрополию
После смерти святителя Алексия преподобный Сергий Радонежский предлагал великому князю Димитрию избрать на митрополичью кафедру епископа Дионисия. Но великий князь Димитрий пожелал иметь митрополитом своего духовника белого священника Митяя, спешно постриженного с именем Михаил и возведённого в сан Новоспасского архимандрита.
По повелению князя Михаил был избран в Москве Собором епископов в митрополиты. Святитель Дионисий смело выступил против великого князя, указав ему на то, что поставление первосвятителя без воли Вселенского патриарха будет незаконно. Михаил вынужден был ехать в Константинополь, озлобился на Дионисия и угрожал, что по своём возвращении из Византии не оставит Дионисия даже священником.
Дионисий хотел опередить Митяя и ехать в Константинополь сам, но был задержан и взят под стражу великим князем. Желая освободиться, Дионисий дал обещание не ехать в Константинополь и представил за себя порукою преподобного Сергия. Но как только получил свободу, по вызову патриарха поспешил в Византию вслед за Михаилом. Своим поступком он причинил много неприятностей Сергию.
В Константинополе Дионисий пробыл более года. За это время он прислал из Царьграда два списка с иконы Божией Матери Одигитрии, потом часть Животворящего древа и «страсти Христовы» (частицы орудий, которыми мучили Спасителя).
Патриарх Константинопольский высоко оценил достоинства Дионисия, возвёл его в сан архиепископа и наградил многокрестной фелонью. В конце 1381 года Дионисий возвратился из Греции с патриаршим поручением заботиться о борьбе с ересью стригольников в Новгороде и Пскове.
Убедившись в достоинствах Дионисия (после смены двух митрополитов), великий князь пожелал видеть его на митрополичьей кафедре. В 1383 году Дионисий вместе с племянником преподобного Сергия Феодором Симоновским вторично отправился в Царьград и был возведён в сан митрополита. Соборный акт 1389 года сообщает, что русские послы привезли готовое осуждение Пимена. Одновременно на Русь для расследования деятельности Пимена отправились патриаршие послы. Возвращаясь в Москву через Киев, Дионисий был задержан литовским князем Владимиром Ольгердовичем, который объявил, что так как московский князь по своей воле изгнал митрополита Киприана, то и князь киевский, подражая ему, задерживает Дионисия.
Протопресвитер Иоанн Мейендорф вполне обосновано предполагает, что Дионисий, оставшись пока в прежнем сане, должен был до соборного решения временно управлять митрополией. Только после этого, не нарушая на этот раз канонов, его можно было поставить митрополитом.
Дионисий скончался 15 октября 1385 года и погребён в Антониевой пещере Киевской лавры.
Из своей второй поездки в Константинополь Дионисий привёз реликвии Страстей Христовых, которые поместили в ковчег, ставший значимой реликвией московских великих князей.

## Церковное почитание
Память празднуется 26 июня (9 июля), 15 октября (28 октября) в день преставления, 23 июня вместе с Собором Владимирских святых, 28 сентября вместе с Собором преподобных отцев Киево-Печерских, в Ближних пещерах почивающих, и во 2-ю Неделю Великого поста вместе с Собором всех преподобных отцев Киево-Печерских.